# Мумбай-Хай
Мумбай-Хай (первісно — Бомбей-Хай) — індійське офшорне нафтогазове родовище, яке відноситься до нафтогазоносного басейну Мумбай. Станом на початок 2020-х найбільше нафтове родовище в історії Індії.
Поклади вуглеводнів родовища передусім пов'язані із карбонатами формації Бассеін, яка сформувалась в середньому еоцені. Під час розвідки перший поклад відкрили на глибині у 962 метра, а основні запаси відносяться до горизонту, що залягає на глибині 1355 метрів. Материнські породи належать до сланцевої формації Панна, що виникла у палеоцені — еоцені. Також певні обсяги нафти видобувають із тріщинуватих докембрійських порід фундаменту.
Перспективну структуру Бомбей-Хай виявили у 1963 році під час проведення радянським судном «Академік Архангельський» сейсмічної розвідки в індійському секторі Аравійського моря. Власне родовище тут відкрили у лютому 1974-му унаслідок спорудження розвідувальної свердловини H-1-1 самопідіймальною установкою «Sagar Samrat», яка обслуговувала державну Oil and Natural Gas Company (ONGC).
Для спорудження видобувних свердловин зафрахтували самопідіймальну установку «Shanandoah», що у підсумку працювала на родовищі до 1983 року. Видобуток почався в 1976-му із рівня у 4300 барелів нафти на добу і вже у середині 1978-го досягнув 100 000 барелів. На піку видобутку в 1998-му з Мумбай-Хай отримали 20 млн тон нафти. В подальшому із вичерпанням запасів цей показник став падати, проте у 2018-му все ще становив 205 000 барелів на добу (біля 10 млн тон на рік).
З метою пришвидшити введення родовища у розробку спершу використали схему із накопиченням нафти у плавучому сховищі, при цьому попутний газ спалювався на факел. Втім, вже з 1978-го продукцію подали на узбережжя за допомогою нафтопроводу Бомбей-Хай — Уран завдовжки 203 км (офшорна ділянка) з діаметром 750 мм та газопроводу Бомбей-Хай — Уран. У 2005-му обидві ці системи отримали нові нитки. Окрім того, з 1995-го газ може видаватись по газопроводу Мумбай-Хай — Хеєра і перемичці до системи Бассеін – Хазіра. Також було прокладено нафтопровід Мумбай-Хай — Хеєра довжиною 142 км з діаметром 300 мм.

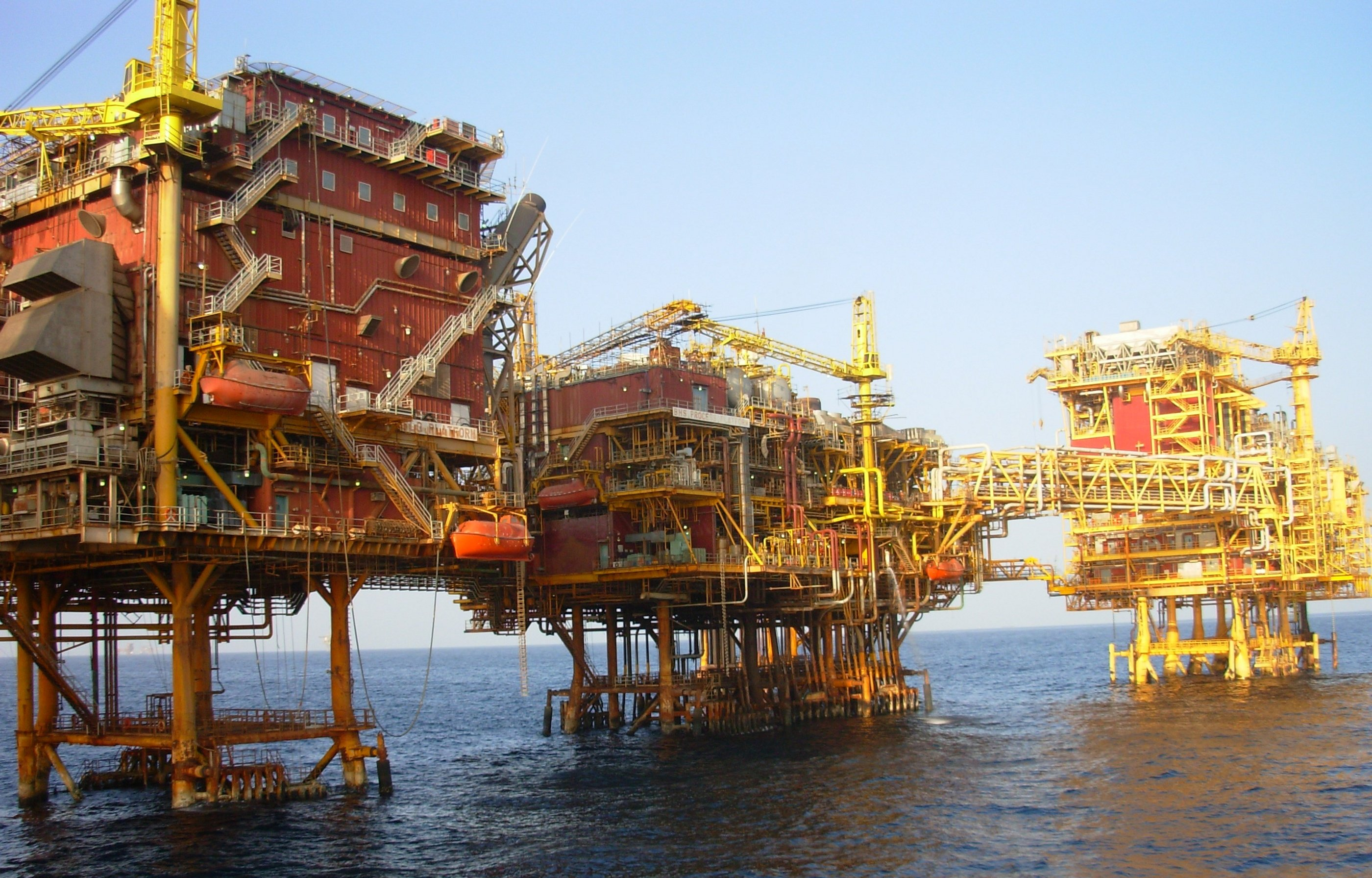
Процесинговий комплекс у південній частині родовища

Оскільки глибина моря в районі родовища доволі незначна (наприклад, свердловина-відкривач була закладена в районі з глибиною 62 метра), облаштування промислу було можливо виконати за допомогою стаціонарних споруд. У підсумку на Мумбай-Хай створили шість комплексів, які забезпечували підготовку продукції, компремування, обслуговування газліфтних та воднагнітальних операцій — BHN (MHN, початок роботи в 1976, головна процесингова платформа встановлена в 1981), NQO (1985—1986), NQP (1994) у північній та BHS (MHS, початок роботи в 1980),  SHP (1984 із розширенням у 1994), ICP у південній частинах родовища. Станом на 1 січня 2010-го загальна кількість платформ на родовищі становила 113. Також відомо, що в середині 2010-х на Мумбай-Хай знаходилось 105 платформ для розміщення фонтанних арматур та 5 водонагнітальних.
З метою підтримки пластового тиску на Мумбай-Хай провадять закачування води, яке почалось на північному та південному блока у 1984 та 1987 роках відповідно. Наприкінці 2000-х у пласти щодобово нагнітали понад 900 тисяч барелів води, при цьому середній вміст води у продукції свердловин родовища становив 69 %. Також активно використовують газліфтну схему видобутку (саме пошкодження газліфтного ризера призвело у 2005 році до катастрофи, унаслідок якої було втрачено комплекс MHN).
На 1 січня 2010-го з родовища видобули 411 млн тон нафти. Також є відомості, шо станом на початок 2010-х накопичений видобуток газу перевищив 80 млрд м3.